# Frenchville (Maine)
Frenchville – miasto w Stanach Zjednoczonych, w stanie Maine, w hrabstwie Aroostook.